# Ecandrewsita
L'ecandrewsita és un mineral de la classe dels òxids, que pertany al grup de l'ilmenita. Rep el seu nom en honor d'Ernest Clayton Andrews (1870-1948), antic geòleg del govern de Nova Gal·les del Sud, qui va mapejar la regió Broken Hill.

## Característiques
L'ecandrewsita és un òxid de fórmula química ZnTiO₃. Cristal·litza en el sistema trigonal. La seva duresa a l'escala de Mohs és 5.
Segons la classificació de Nickel-Strunz, l'ecandrewsita pertany a «04.CB: Òxids amb proporció metall:oxigen = 2:3, 3:5, i similars, amb cations de mida mitja» juntament amb els següents minerals: brizziïta, corindó, eskolaïta, geikielita, hematites, ilmenita, karelianita, melanostibita, pirofanita, akimotoïta, auroantimonita, romanita, tistarita, avicennita, bixbyita, armalcolita, pseudobrookita, mongshanita, zincohögbomita-2N2S, zincohögbomita-2N6S, magnesiohögbomita-6N6S, magnesiohögbomita-2N3S, magnesiohögbomita-2N2S, ferrohögbomita-6N12S, pseudorútil, kleberita, berdesinskiita, oxivanita, olkhonskita, schreyerita, kamiokita, nolanita, rinmanita, iseïta, majindeïta, claudetita, estibioclaudetita, arsenolita, senarmontita, valentinita, bismita, esferobismoïta, sil·lenita, kyzylkumita i tietaiyangita.

## Formació i jaciments
Va ser descoberta l'any 1978 a la mina Melbourne Rockwell, Little Broken Hill, districte de Broken Hill District, comtat de Yancowinna, Nova Gal·les del Sud, Austràlia. A banda de a la seva localitat tipus, també ha estat trobada a Àustria, Espanya, Índia, Portugal, Rússia i Sud-àfrica.